# Sem Limite (álbum de Babado Novo)
Sem Limite é uma coletânea dupla da banda de axé music Babado Novo. É a quarta coletânea de sucessos do grupo. No Brasil foi lançada pela Universal Music em 2008. O álbum foi lançado em Portugal pela Mercury Records.

## Lista de faixas
| Disco 1 – Edição padrão |                                                     | |                                 |         |  |
| N.º                     | Título                                              | Compositor(es)                                                                                                | Álbum de origem                 | Duração |  |
| 1.                      | "Amor Perfeito"                                     | Michael Sullivan, Paulo Massadas, Lincoln Olivetti, Robson Jorge                                              | Uau! Ao Vivo em Salvador (2004) | 4:51    |  |
| 2.                      | "Doce Paixão"                                       | Ramon Cruz | Ver-te Mar (2006)               | 3:41    |  |
| 3.                      | "Safado, Cachorro, Sem-Vergonha"                    | Durval Luz, Nino Balla, Cristiane Teles, Alan Moraes, Júnior Seixas, Luizinho, Alex Napolitano, Luciano Pinto | Uau! Ao Vivo em Salvador (2004) | 3:48    |  |
| 4.                      | "A Camisa e o Botão"                                | Jaupery, Tenninson del Rey                                                                                    | O Diário de Claudinha (2005)    | 3:21    |  |
| 5.                      | "Eu Fico"                                           | Claudia Leitte, Sérgio Rocha, Luciano Pinto                                                                   | Uau! Ao Vivo em Salvador (2004) | 4:10    |  |
| 6.                      | "Ver-te Mar"                                        | Carlinhos Brown, Michael Sullivan                                                                             | Ver-te Mar (2006)               | 3:47    |  |
| 7.                      | "Doce Desejo"                                       | Bruno, Felipe, Falcão                                                                                         | Uau! Ao Vivo em Salvador (2004) | 3:27    |  |
| 8.                      | "Despenteia"                                        | Alexandre Peixe                                                                                               | O Diário de Claudinha (2005)    | 2:49    |  |
| 9.                      | "Pensando em Você"                                  | Henrique Cerqueira                                                                                            | Ver-te Mar (2006)               | 3:45    |  |
| 10.                     | "Canudinho"                                         | Sérgio Rocha, Zeca Brasileiro, Adson Tapajós, Cal Adan                                                        | Uau! Ao Vivo em Salvador (2004) | 3:45    |  |
| 11.                     | "Meu Segredo"                                       | Sérgio Rocha, Claudia Leitte                                                                                  | Babado Novo (2002)              | 3:33    |  |
| 12.                     | "Uau"                                               | Luciano Pinto, Alex Napolitano, Nino Balla, Alan Moraes                                                       | Uau! Ao Vivo em Salvador (2004) | 3:50    |  |
| 13.                     | "Aconteceu Você"                                    | Anderson Cunha                                                                                                | O Diário de Claudinha (2005)    | 3:33    |  |
| 14.                     | "Me Chama de Amor"                                  | Alexandre Peixe, Beto Garrido                                                                                 | Uau! Ao Vivo em Salvador (2004) | 4:04    |  |
| 15.                     | "Um Sonho a Dois" (Roupa Nova part. Claudia Leitte) | Michael Sullivan, Paulo Massadas                                                                              | RoupaAcústico 2 (2006)          | 5:00    |  |
| Duração total:          | Duração total:                                      | Duração total:                                                                                                | Duração total:                  | 57:33   |  |

| Disco 1 – Edição digital |                                  | |                                 |         |  |
| N.º                      | Título                           | Compositor(es)                                                                                                | Álbum de origem                 | Duração |  |
| 1.                       | "Amor Perfeito"                  | Michael Sullivan, Paulo Massadas, Lincoln Olivetti, Robson Jorge                                              | Uau! Ao Vivo em Salvador (2004) | 4:51    |  |
| 2.                       | "Doce Paixão"                    | Ramon Cruz | Ver-te Mar (2006)               | 3:41    |  |
| 3.                       | "Safado, Cachorro, Sem-Vergonha" | Durval Luz, Nino Balla, Cristiane Teles, Alan Moraes, Júnior Seixas, Luizinho, Alex Napolitano, Luciano Pinto | Uau! Ao Vivo em Salvador (2004) | 3:48    |  |
| 4.                       | "A Camisa e o Botão"             | Jaupery, Tenninson del Rey                                                                                    | O Diário de Claudinha (2005)    | 3:21    |  |
| 5.                       | "Eu Fico"                        | Claudia Leitte, Sérgio Rocha, Luciano Pinto                                                                   | Uau! Ao Vivo em Salvador (2004) | 4:10    |  |
| 6.                       | "Ver-te Mar"                     | Carlinhos Brown, Michael Sullivan                                                                             | Ver-te Mar (2006)               | 3:47    |  |
| 7.                       | "Doce Desejo"                    | Bruno, Felipe, Falcão                                                                                         | Uau! Ao Vivo em Salvador (2004) | 3:27    |  |
| 8.                       | "Despenteia"                     | Alexandre Peixe                                                                                               | O Diário de Claudinha (2005)    | 2:49    |  |
| 9.                       | "Pensando em Você"               | Henrique Cerqueira                                                                                            | Ver-te Mar (2006)               | 3:45    |  |
| 10.                      | "Canudinho"                      | Sérgio Rocha, Zeca Brasileiro, Adson Tapajós, Cal Adan                                                        | Uau! Ao Vivo em Salvador (2004) | 3:45    |  |
| 11.                      | "Uau"                            | Luciano Pinto, Alex Napolitano, Nino Balla, Alan Moraes                                                       | Uau! Ao Vivo em Salvador (2004) | 3:50    |  |
| 12.                      | "Aconteceu Você"                 | Anderson Cunha                                                                                                | O Diário de Claudinha (2005)    | 3:33    |  |
| 13.                      | "Me Chama de Amor"               | Alexandre Peixe, Beto Garrido                                                                                 | Uau! Ao Vivo em Salvador (2004) | 4:04    |  |
| Duração total:           | Duração total:                   | Duração total:                                                                                                | Duração total:                  | 57:33   |  |

| Disco 2 – Edição padrão |                                           |                                                                 |                                              |         |  |
| N.º                     | Título                                    | Compositor(es)                                                  | Álbum de origem                              | Duração |  |
| 1.                      | "Bola de Sabão"                           | Ramon Cruz                                                      | O Diário de Claudinha (2005)                 | 3:58    |  |
| 2.                      | "Falando Sério"                           | Maurício Duboc, Carlos Colla                                    | Uau! Ao Vivo em Salvador (2004)              | 3:40    |  |
| 3.                      | "Cai Fora"                                | Sérgio Rocha, Zeca Brasileiro, Adson Tapajós                    | Uau! Ao Vivo em Salvador (2004)              | 3:13    |  |
| 4.                      | "Insolação do Coração" (part. Dog Murras) | Carlinhos Brown, Michael Sullivan                               | Ver-te Mar (2006)                            | 3:37    |  |
| 5.                      | "Janeiro a Janeiro"                       | Zezito Doceiro                                                  | Uau! Ao Vivo em Salvador (2004)              | 4:40    |  |
| 6.                      | "E Mesmo Que A Lua Vá"                    | Sérgio Rocha                                                    | Ver-te Mar (2006)                            | 3:05    |  |
| 7.                      | "Te Amar é Preciso (Peixinho)"            | Jaccy Lee, Toninho do Valle, Pio Medrado, Cal Adan              | Uau! Ao Vivo em Salvador (2004)              | 3:50    |  |
| 8.                      | "Amor à Prova"                            | Sérgio Rocha, Zeca Brasileiro, Adson Tapajós                    | Uau! Ao Vivo em Salvador (2004)              | 3:02    |  |
| 9.                      | "Fulano in Sala"                          | Sérgio Rocha, Adson Tapajós, Zeca Brasileiro                    | Uau! Ao Vivo em Salvador (2004)              | 3:58    |  |
| 10.                     | "Lirirrixa"                               | Sérgio Rocha, Claudia Leitte, Luciano Pinto                     | Uau! Ao Vivo em Salvador (2004)              | 2:34    |  |
| 11.                     | "Piriripiti"                              | Augusto Conceição, Fábio Alcântara, Elivandro Cuca, Pio Medrado | O Diário de Claudinha (2005)                 | 3:33    |  |
| 12.                     | "Dois Caminhos (Mestre e Aprendiz)"       | Claudia Leitte, Sérgio Rocha                                    | Uau! Ao Vivo em Salvador (2004)              | 3:41    |  |
| 13.                     | "Caranguejo"                              | Luciano Pinto, Durval Luz, Nino Balla, Alan Moraes              | Uau! Ao Vivo em Salvador (2004)              | 3:29    |  |
| 14.                     | "Dyer Maker"                              | John Bonham, Robert Plant, John Paul Jones                      | Uau! Ao Vivo em Salvador (2004)              | 4:09    |  |
| 15.                     | "Quando"                                  | Roberto Carlos                                                  | Um Barzinho, um Violão - Jovem Guarda (2005) | 4:18    |  |
| Duração total:          | Duração total:                            | Duração total:                                                  | Duração total:                               | 54:53   |  |